# Cucaita
Cucaita est une municipalité située dans le département de Boyacá, en Colombie.

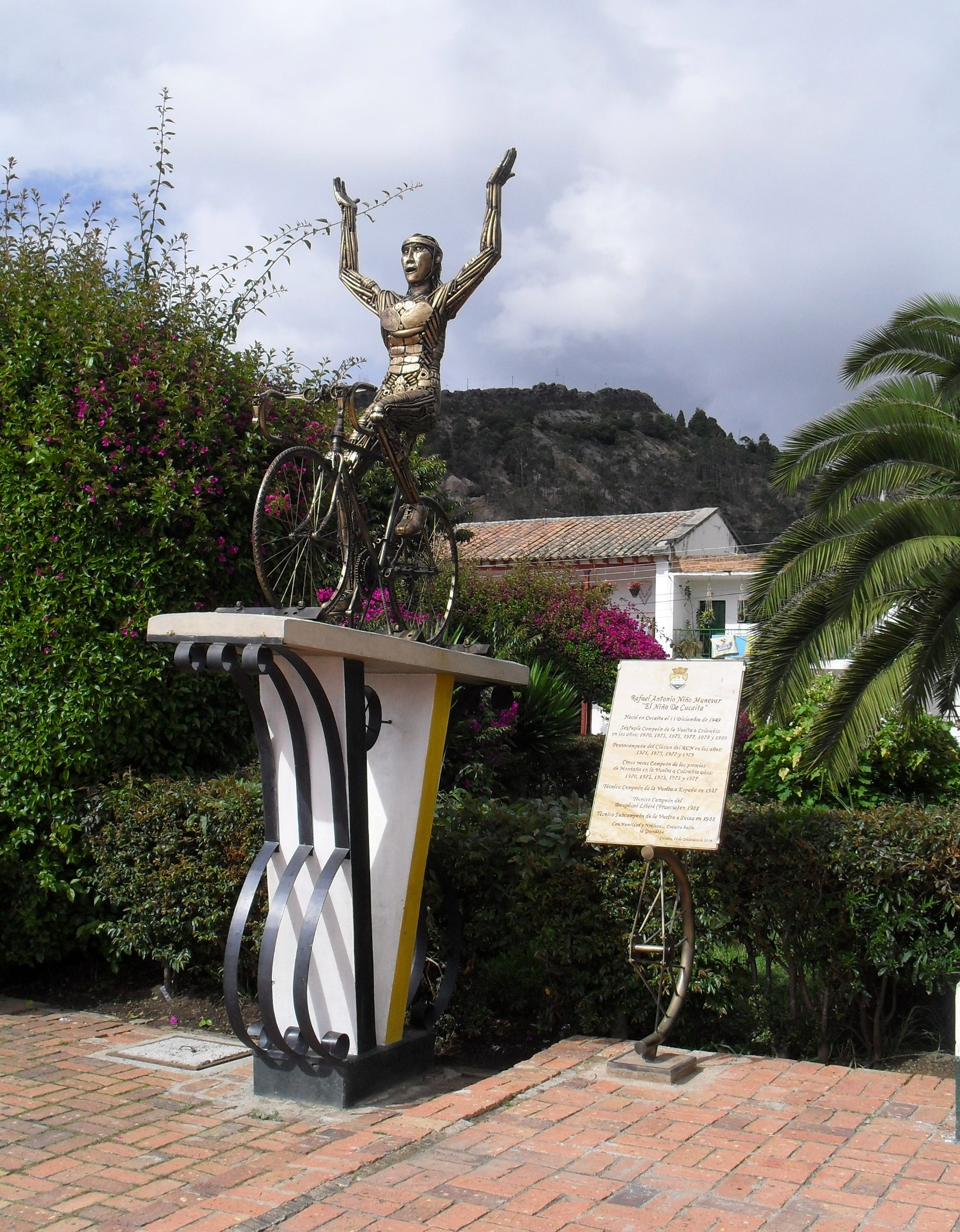
Monument en honneur de Rafael Antonio Niño.

## Personnalités liées à la municipalité
- Rafael Antonio Niño (1949-) : cycliste né à Cucaita.